# 本町 (八尾市)
本町（ほんまち）は、大阪府八尾市の町。現行行政地名は本町一丁目及から本町七丁目。住居表示は実施済み。
現住所表記に変更される前は大字八尾を中心に、大字西郷、大字木戸、大字東郷、大字大信寺など周囲の一部も含まれていた。

## 歴史
令制国一覧 > 畿内 > 河内国 > 若江郡 > 寺内村ほか
河内国若江郡の南に位置し、寺内町（八尾、大信寺）のほかに「八尾八か村」と呼ばれた 西郷村、東郷村、木戸村、庄之内村、成法寺村、今井村、別宮村、八尾座村の各村があっ た地域が狭義の八尾とよばれる。
中世・平安時代以降は「八尾庄」と呼ばれた有力寺院の荘園地であった。慶長11年（1606年）に久宝寺村の森本行誓ら17人衆は、本願寺が東西に分かれて対立したこと発端とし、久宝寺寺内町を支配していた安井氏と対立したが敗訴し、また17人衆は東本願寺に属したことから村を追放される形となった。この時、東本願寺の教如は徳川家康より八尾庄の四町四方の地を与えられ、行誓らは東本願寺に属した慈願寺と共にこの地に移住・荒れ地を開墾して八尾御坊大信寺を中心とした寺内町の基礎を築いた。以降、八尾の中心はのちに八尾八か村とよばれる集落から寺内町へと移り、在郷町として発展した。町内は周囲の農村部で木綿栽培が盛んだったこともあり木綿問屋や肥料屋が数多く存在した。
江戸時代初期までは八か村はひとつの村であったが寛永年間に分村している。現在の本町は寺内町の全域および周囲の一部を取込んだ地域である。江戸時代における支配者は最初は幕府直轄、享保15年以降は大坂城代土岐頼稔領、のち頼稔の上野沼田藩への入部により沼田藩領となり幕末へ至る。明治期の市町村制施行により八尾村の大字八尾の一部となる。
昭和35年に町名地番改正が実施され、旧寺内村とその周辺で整理、住居表示が実施され、本町1丁目 - 7丁目となった。

## 地理
八尾寺内町
大信寺を中心とする環濠集落・寺内町であり、東は八尾市役所前の道路（府道近鉄八尾停車場線）、西は旧大阪中央環状線、南は府道大阪港八尾線の一つ北の通り、北は八尾天満宮の北側の道筋に囲まれた範囲となる。寺内町の中央は現在の本町2交差点付近にあたり、大信寺や慈眼寺は西端に近い。かつては四方を小さな水路で囲まれていたが現在も水路の一部が残っている。内部は南北に整備された街路が通り、域内に西表町、東表町、西中之町、東中之町、小南町、大南町、北町、古御堂町の8町があった。かつて東西南北と今口に「木戸門」と呼ばれる5ヶ所の門があり、東は現在の本町1交差点付近にあった。北は八尾天満宮の門として現在も残っている。なお、古の寺内町・在郷町としての面影は余り残っていない。

## 主な施設と旧跡
（本町1丁目）
- 八尾市役所
- 八尾市立八尾小学校・八尾幼稚園
- 環山楼

（本町2丁目）
- 八尾市役所西館
- 八尾市立八尾図書館
- 八尾商工会議所
- 八尾市社会福祉会館
- くらし学習館
- 大阪シティ信用金庫八尾営業部

もとは八光信用金庫本店（後に大阪東信用金庫本店）であり、さらに遡ると森本行誓の屋敷があった場所であり、2006年12月に建物の前に「八尾寺内町顕彰碑」が建てられた。
（本町3丁目）
- 慈願寺

親鸞の直弟子の24人のうちの一人、信願房法心が創建した寺院で、当初は顕証寺の世話寺、のちに大信寺の世話寺となる。

- 本町第二公園
- 八尾本町郵便局

（本町4丁目）
- 八尾別院大信寺

正式名称は「真宗大谷派八尾別院大信寺」、別名「八尾御坊」。八尾寺内町の中心となる寺院である。

- ジャスコ八尾御坊前店
- 八尾天満宮

（本町5丁目）
- 常光寺

別名「八尾地蔵尊」。河内音頭発祥の地とされており、流し節正調河内音頭保存会の事務所が境内にある。

- 八尾ファミリーロード

（本町6丁目）
（本町7丁目）
- 八尾神社

物部氏の一族である来栖連の祖神を祀る神社で、もとは「粟栖神社」と称した。式内社で、祭神は宇麻志麻治命。境内に八尾城跡の碑がある。かつての西郷村の中心地であり、境内に西郷会館（自治会館）がある。
- 八尾ファミリーロード

## 世帯数と人口
2020年（令和2年）3月31日現在（八尾市発表）の世帯数と人口は以下の通りである。
| 丁目       | 世帯数    | 人口    |
| ---------- | --------- | ------- |
| 本町一丁目 | 134世帯   | 228人   |
| 本町二丁目 | 358世帯   | 786人   |
| 本町三丁目 | 372世帯   | 871人   |
| 本町四丁目 | 314世帯   | 471人   |
| 本町五丁目 | 495世帯   | 1,018人 |
| 本町六丁目 | 321世帯   | 598人   |
| 本町七丁目 | 404世帯   | 673人   |
| 計         | 2,398世帯 | 4,645人 |

### 人口の変遷
国勢調査による人口の推移。
| 1995年（平成7年）  | 4,626人 | [ 5 ] |  |
| 2000年（平成12年） | 4,923人 | [ 6 ] |  |
| 2005年（平成17年） | 4,632人 | [ 7 ] |  |
| 2010年（平成22年） | 4,662人 | [ 8 ] |  |
| 2015年（平成27年） | 4,888人 | [ 9 ] |  |

### 世帯数の変遷
国勢調査による世帯数の推移。
| 1995年（平成7年）  | 1,778世帯 | [ 5 ] |  |
| 2000年（平成12年） | 2,008世帯 | [ 6 ] |  |
| 2005年（平成17年） | 1,990世帯 | [ 7 ] |  |
| 2010年（平成22年） | 2,051世帯 | [ 8 ] |  |
| 2015年（平成27年） | 2,171世帯 | [ 9 ] |  |

## 学区
市立小・中学校に通う場合、学区は以下の通りとなる（2020年5月時点）。
| 丁目       | 番   | 小学校             | 中学校             |
| ---------- | ---- | ------------------ | ------------------ |
| 本町一丁目 | 全域 | 八尾市立八尾小学校 | 八尾市立成法中学校 |
| 本町二丁目 | 全域 | 八尾市立八尾小学校 | 八尾市立成法中学校 |
| 本町三丁目 | 全域 | 八尾市立八尾小学校 | 八尾市立成法中学校 |
| 本町四丁目 | 全域 | 八尾市立八尾小学校 | 八尾市立成法中学校 |
| 本町五丁目 | 全域 | 八尾市立八尾小学校 | 八尾市立成法中学校 |
| 本町六丁目 | 全域 | 八尾市立八尾小学校 | 八尾市立成法中学校 |
| 本町七丁目 | 全域 | 八尾市立八尾小学校 | 八尾市立成法中学校 |

## 事業所
2016年（平成28年）現在の経済センサス調査による事業所数と従業員数は以下の通りである。
| 丁目       | 事業所数  | 従業員数 |
| ---------- | --------- | -------- |
| 本町一丁目 | 49事業所  | 435人    |
| 本町二丁目 | 68事業所  | 456人    |
| 本町三丁目 | 53事業所  | 287人    |
| 本町四丁目 | 40事業所  | 299人    |
| 本町五丁目 | 104事業所 | 357人    |
| 本町六丁目 | 23事業所  | 85人     |
| 本町七丁目 | 124事業所 | 517人    |
| 計         | 461事業所 | 2,436人  |

## 交通
主要道路
- 大阪府道2号大阪中央環状線（旧道）
- 大阪府道5号大阪港八尾線
- 大阪府道176号近鉄八尾停車場線
- 市道八尾第470号線（本町1丁目交差点 - 大信寺交差点）

鉄道
地域内を鉄道は通っておらず、7丁目北東はずれに近鉄八尾駅がある。

## ギャラリー

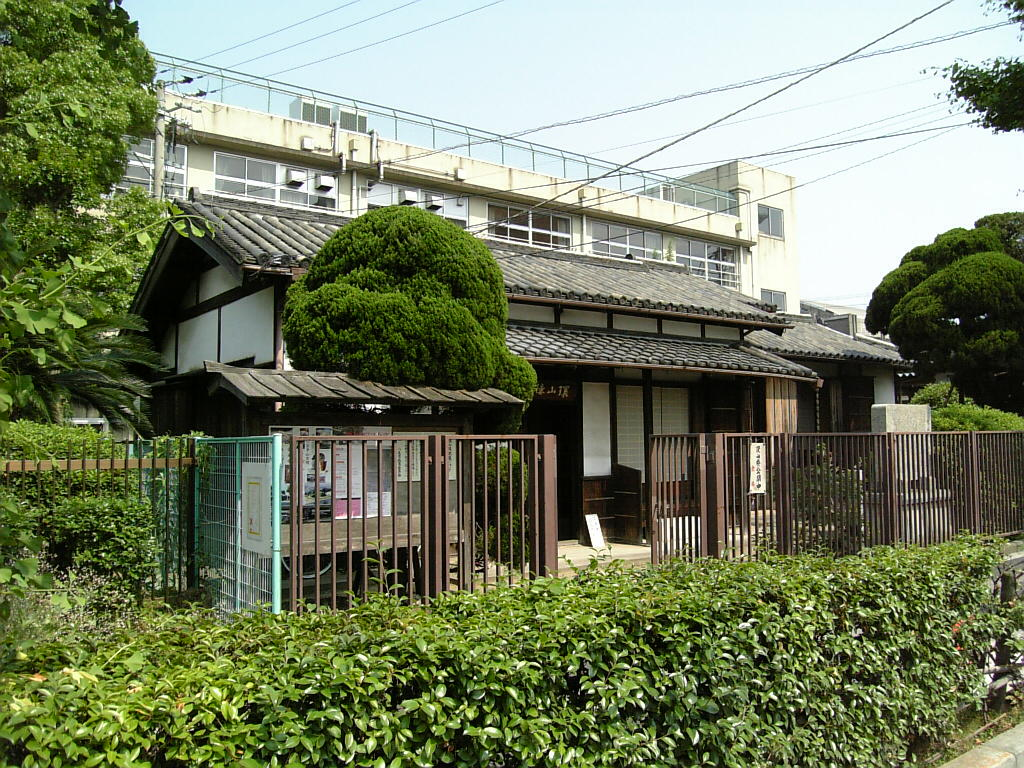
環山楼（本町1-1-65）
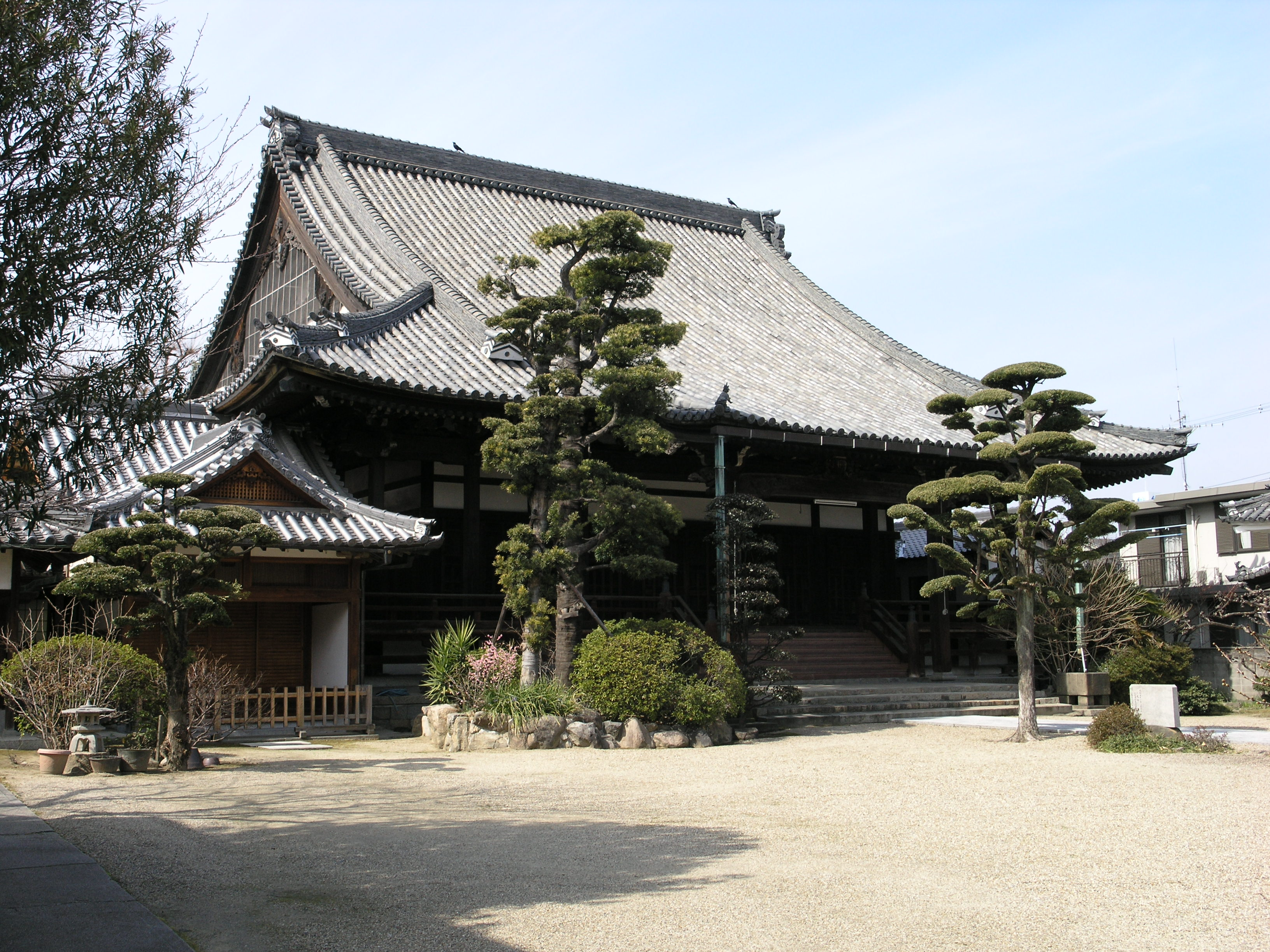
福井山慈願寺（本町3-5-5）
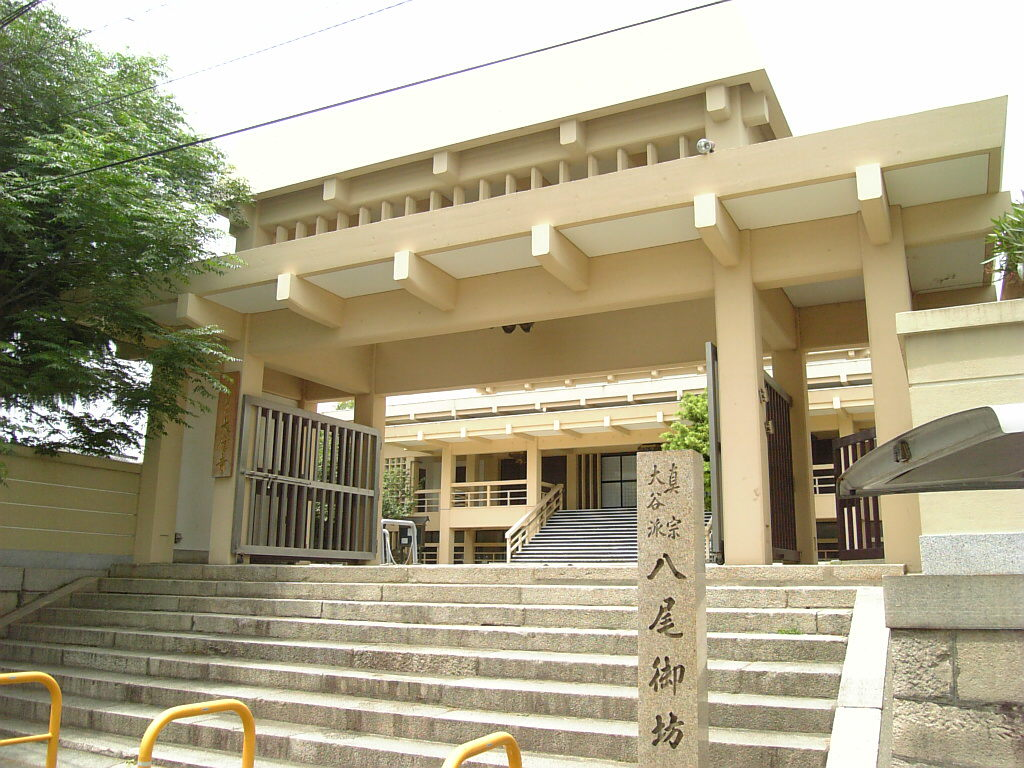
八尾別院大信寺（本町4-2-48）
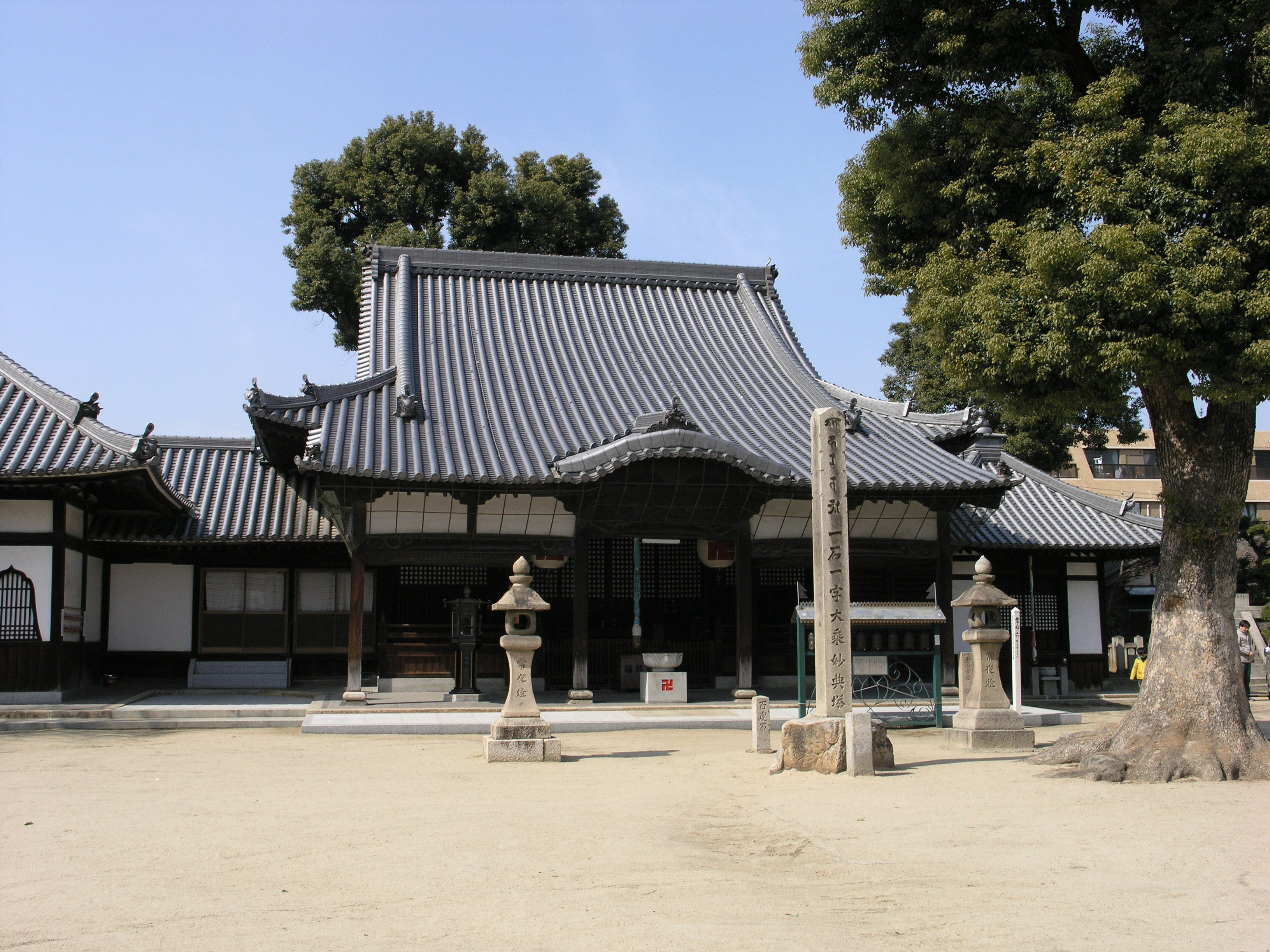
八尾地蔵尊・常光寺（本町5-8-1）

## その他

### 日本郵便
- 郵便番号 : 581-0003[2]（集配局：八尾郵便局[12]）。